# Решението на Соломон (Джорджоне)
„Решението на Соломон“ е картина на италианския ренесансов художник Джорджоне. 
В картината се забелязва тясна и хармонична връзка между сцената на съда, разположена на преден план, с обширна, заемаща 2/3 от композиционното пространство панорама на пейзажа. Зад основните човешки фигури, 2 големи дъба разделят пейзажа на 2 части. 
Представени са Соломон, цар на обединеното Юдейско царство, седнал на съдийски трон, заобиколен от съдебни служители и зает с делото на 2 жени, всяка от които претендира, че е истинската майка на едно бебе (това, което се намира в ръцете на палача; другото е мъртво - убито неволно в съня му от едната от жените, но всяка от тях обвинява за това другата и иска оцелялото дете за себе си). Екзекуторът се кани да го разсече на 2 части по заповед на Соломон - това е хитрост от страна на царя, посредством която той иска да разпознае, коя от тях обича детето повече. Реакциите им са крайни и предопределят окончателното решение на Соломон, с което той се прочува, като мъдър съдия. Едната одобрява разполовяването на живото пеленаче, а другата на колене му се моли да отмени жестоката процедура - настоявайки то да се даде на съперницата й, макар че е всъщност нейно (то ще се озове у жената, която всъщност не му е родна майка и не е привързана към него, но поне ще остане живо). Соломон дава бебето на втората от жените, вярвайки че при всички случаи тя би се грижила по-добре за него, защото го обича.
Картината е изложена в Галерия „Уфици“ във Флоренция и е сходна по тема и размери с друга творба на Джорджоне – „Изпитанието на Мойсей с огън“, изложена също там.